# Nemestrinus fasciatus
Nemestrinus fasciatus är en tvåvingeart som först beskrevs av Olivier 1811.  Nemestrinus fasciatus ingår i släktet Nemestrinus och familjen Nemestrinidae. Inga underarter finns listade i Catalogue of Life.